# هجوم قاعدة ميليروفو الجوية
هجوم قاعدة ميليروفو الجوية وقع في 25 فبراير 2022 في ميليروفو في روسيا خلال الغزو الروسي لأوكرانيا 2022. وفقًا لبعض المسؤولين الأوكرانيين، هاجمت القوات العسكرية الأوكرانية قاعدة ميليروفو الجوية بصواريخ أو تي آر-21 توشكا، مما أدى إلى تدمير عدد من طائرات سلاح الجو الروسي وإشعال النار في القاعدة الجوية.

## خلفية
ميلروفو هي بلدة تقع على بعد حوالي 80 كيلومترًا من لوهانسك، في منطقة دونباس المتاخمة لروسيا. ويسيطر عليها المتمردون الانفصاليون منذ بداية الحرب في دونباس.

## الهجوم
وبحسب ما ورد، تم شن الهجوم، الذي لم تعلق القوات المسلحة الأوكرانية عليه رسميًا، ردًا على قصف القوات الروسية للمدن الأوكرانية. تم الإبلاغ أيضًا عن إصابة العديد من الأشخاص،  وادعى المسؤولون الأوكرانيون تدمير على الأقل مقاتلتين روسيتين من سوخوي سو-30 على الأرض.